# Juntas de San Ignacio
Juntas de San Ignacio är en ort i Mexiko.   Den ligger i kommunen Culiacán och delstaten Sinaloa, i den västra delen av landet, 1 000 km nordväst om huvudstaden Mexico City. Juntas de San Ignacio ligger 570 meter över havet och antalet invånare är 123.
Terrängen runt Juntas de San Ignacio är huvudsakligen kuperad, men österut är den bergig. Runt Juntas de San Ignacio är det mycket glesbefolkat, med 6 invånare per kvadratkilometer. Närmaste större samhälle är Las Higueras del Tecuán, 18,8 km norr om Juntas de San Ignacio. I omgivningarna runt Juntas de San Ignacio växer huvudsakligen savannskog.